# Tatsuya Suzuki
Tatsuya Suzuki (jap. 鈴木 達也 Suzuki Tatsuya; ur. 1 sierpnia 1982) – japoński piłkarz występujący na pozycji napastnika.

## Kariera klubowa
Od 2005 do 2013 roku występował w klubach Kashiwa Reysol, FC Tokyo i Tokushima Vortis.